# Hormigueros (gemeente)
Hormigueros is een van de 78 gemeenten (municipio) in de vrijstaat Puerto Rico.
De gemeente heeft een landoppervlakte van 29 km² en telt 16.614 inwoners (volkstelling 2000).